# 奧爾頓 (愛荷華州)
奧爾頓（英語：Alton）是美国艾奥瓦州蘇縣下轄的一个城市。2010年人口统计为1,216人。